# Ву Ћингфенг
Ву Ћингфенг (кин: 吴卿风, пинјин Wú Qīngfēng; Шаосинг, 28. јануар 2003) — кинеска је пливачица, национална рекордерка, освајачица медаља на Олимпијским играма и светским првенствима. Њена специјалност су трке слободним стилом.

## Спортска каријера
Ћингфенг је дебитовала за Кину на Азијским играма у Џакарти 2018, где је освојила и своје прве медаље у каријери, бронзу у појединачној трци на 50 метара слободним стилом и сребро у трци штафета на 4×100 слободно.Нешто касније исте године пливала је и на митингу Светског купа у Пекингу.
На светским првенствима је дебитовала у корејском Квангџуу 2019, где се такмичила у три дисциплине. Најбољи резултат остварила је у трци штафета на 4×100 слободно, где је кинески тим заузео укупно пето место у финалу. У појединачној трци на 50 слободно била је 19. у квалификацијама и није се пласирала у полуфинале.
Успела је и да се избори за место у олимпијском тиму Кине за ЛОИ 2020. у Токију, где је успела да се пласира у финале трке на 50 слободно (окончала га на високом петом месту). У децембру исте године по први пут је пливала и на Светском првенству у малим базенима, одржаном у Абу Дабију.
На Азијским играма у Хангџоуу 2022. освојила је златне медаље у штафетним тркама на 4×100 и 4×200 слободно. 
Прву златну медаљу у каријери освојила је на светском првенству у Фукуоки 2023, као чланица кинеске микс штафете на 4×100 мешовито, за коју је пливала у квалификацијама. У трци женских штафета на 4×100 слободно освојила је бронзану медаљу.
Велики успех остварила је на својим другим узастопним Олимпијским играма, у Паризу 2024. године. Прво је у трци женских штафета на 4×100 слободно, где је пливала у финалу заједно са Јанг Ђуенхуан, Ченг Јуђе и Џанг Јуфеј, освојила бронзану медаљу уз нови национални рекорд и рекорд Азије. Потом је у трци на 100 слободно заузела 9. место у полуфиналу, заоставши свега 0,16 секунди иза Гречен Волш која се као осма пласирала у финале. Успела је да се пласра у финале трке на 50 слободно где је заузела седмо место, да би на послетку освојила још једну бронзану медаљу као чланица женске штафете 4×100 мешовито, за коју је пливала у квалификацијама.
На националном првенству одржаном у Шенжену током маја 2025. освојила је три титуле у тркама на 50 и 100 метара слободно и 50 делфин.